# 朝原道永
朝原 道永（あさはら の みちなが）は、奈良時代の貴族。氏姓は秦忌寸のち朝原忌寸。主計頭・秦朝元の孫で、備前介・秦真成の子とする系図がある。官位は従五位下・大学頭。

## 出自
朝原氏（朝原忌寸）は秦氏の一族にあたる渡来系氏族。氏の呼称は山城国葛野郡朝原山（現在の京都市右京区北嵯峨朝原山）の地名に因むか。

## 経歴
宝亀7年（776年）一族の秦箕造らと共に秦忌寸から朝原忌寸に改姓する。
桓武朝初頭の天応元年（781年）外従五位下に叙せられ、天応2年（782年）大外記に任ぜられる。同年8月に治部卿・壱志濃王や左中弁・紀古佐美らと共に陰陽を理解する者を率いて、光仁天皇陵を改葬するために大和国へ赴き山陵地の選定を行っている。
のち、大学助・越後介の兼務を経て、延暦4年（785年）内位の従五位下・東宮学士に叙任され、皇太子・安殿親王の学士となる。まもなく文章博士を、さらに延暦6年（787年）には大学頭も兼ねている。

## 官歴
『続日本紀』による。
- 宝亀7年（776年） 12月25日：秦忌寸から朝原忌寸に改姓
- 時期不詳：正六位上
- 天応元年（781年） 11月16日：外従五位下
- 天応2年（782年） 閏正月17日：大外記
- 延暦2年（783年） 11月12日：兼大学助
- 延暦3年（784年） 3月14日：兼越後介
- 延暦4年（785年） 8月7日：従五位下（内位）。11月25日：東宮学士（皇太子・安殿親王）
- 時期不詳：文章博士
- 延暦6年（787年） 3月22日：大学頭、東宮学士文章博士越後介如故

## 系譜
- 父：秦真成[3]
- 母：不詳
- 妻：不詳
  - 男子：朝原諸坂[3]